# Parc de Långholm
Le parc de Långholm (en suédois : Långholmsparken) est un parc public du quartier de Långholmen à Stockholm en Suède. 

## Description
Långholmen est un parc naturel verdoyant et luxuriant avec une verdure sauvage. 
Les nombreux arbres contribuent au caractère distinctif de Långholmen.
En hiver, la pratique de la luge dans le parc est populaire.

## Histoire
Långholmsparken est un parc situé dans la partie orientale de Långholmen. La construction du parc a commencé dans les années 1870.
Lorsque le plan de la ville d'Albert Lindhagen a été élaboré en 1876, il a été établi que (à quelques exceptions près) que toutes les collines non aménagées de la ville étaient réservées à l'aménagement des parcs. Des exemples de telles étendues de collines qui ont commencé à être aménagées dans les années 1870 et 1880 étaient, entre autres, Kronobergsparken, Vanadislunden, Tegnérlunden, Tantolunden et Vitabergsparken, ainsi que Långholmsparken sur Långholmsberget.
Le style serait celui de l'Engelska parken,.
Dans le cadre des travaux de dragage à Pålsundet, de grandes quantités de matériaux de dragage ont été déposées sur l'île et bientôt la couverture de boue était si épaisse que 800 arbres à feuilles caduques ont pu être plantés. Les travaux se poursuivirent et en 1884, 1 600 autres arbres à feuilles caduques et conifères purent être plantés. 
Courant 1917, deux zones de baignade sont construites le long de la rive nord, une pour les hommes et une pour les femmes. 
Le Långholmsbadet actuel a été construit dans les années 1980 et est destiné aux deux sexes.
Lorsque le parc fut achevé dans les années 1930, il couvrait une superficie de 113 700 m².
Depuis les années 1940, du théâtre en plein air était joué sur la crête du Långholmsberget. Le théâtre devint très populaire et dut être agrandi par étapes. En 1955, il peut enfin accueillir 3 500 personnes dans un amphithéâtre qui s'intègre de manière naturelle dans son environnement. 
Sveriges Radio a réalisé des enregistrements live dans les années 1970. 
Plus récemment, au cours de l'été 2009, Joakim Thåström et Anna Ternheim ont donné un concert de rock au théâtre du parc.

## Galerie

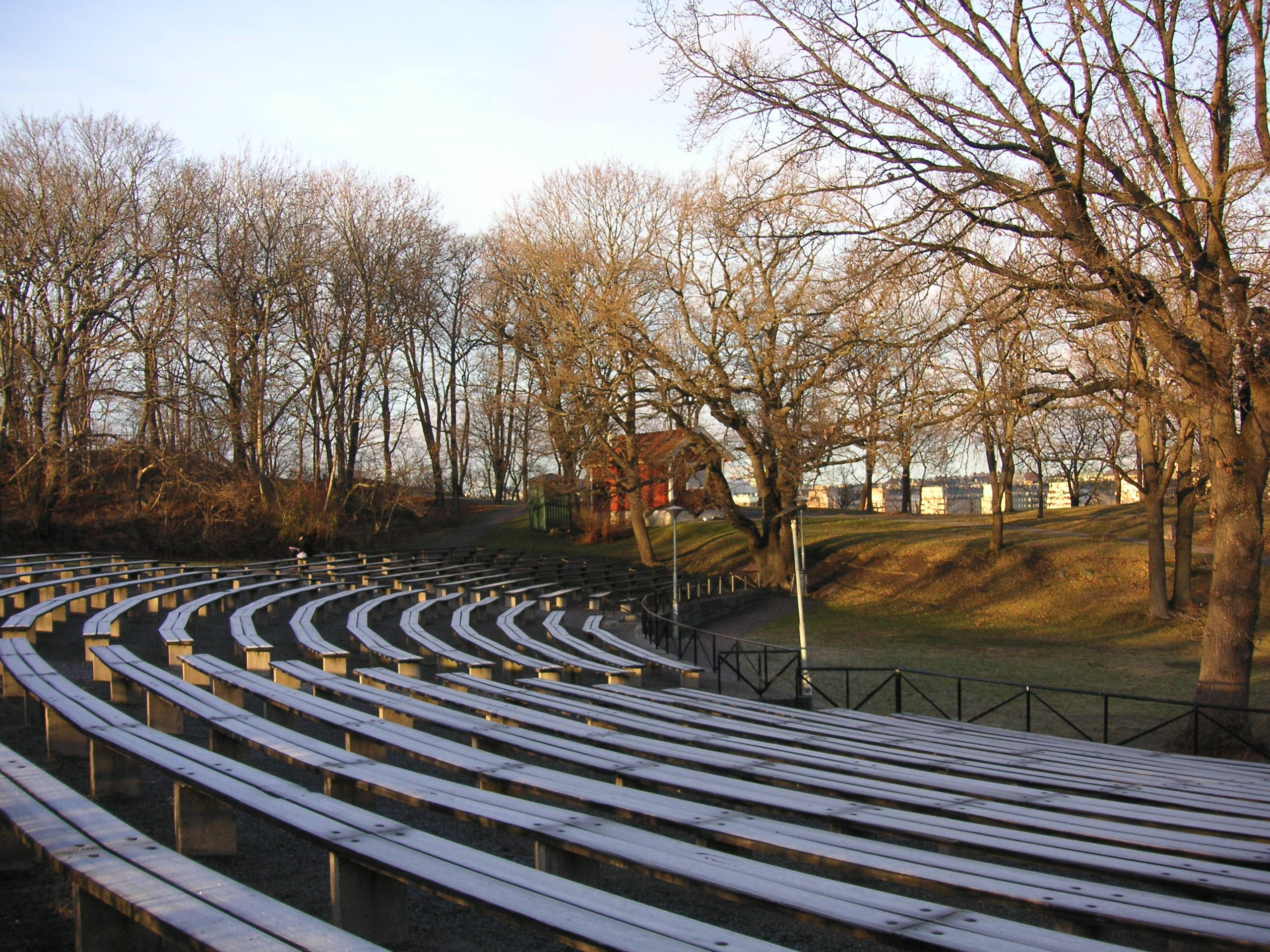
L'amphithéâtre.
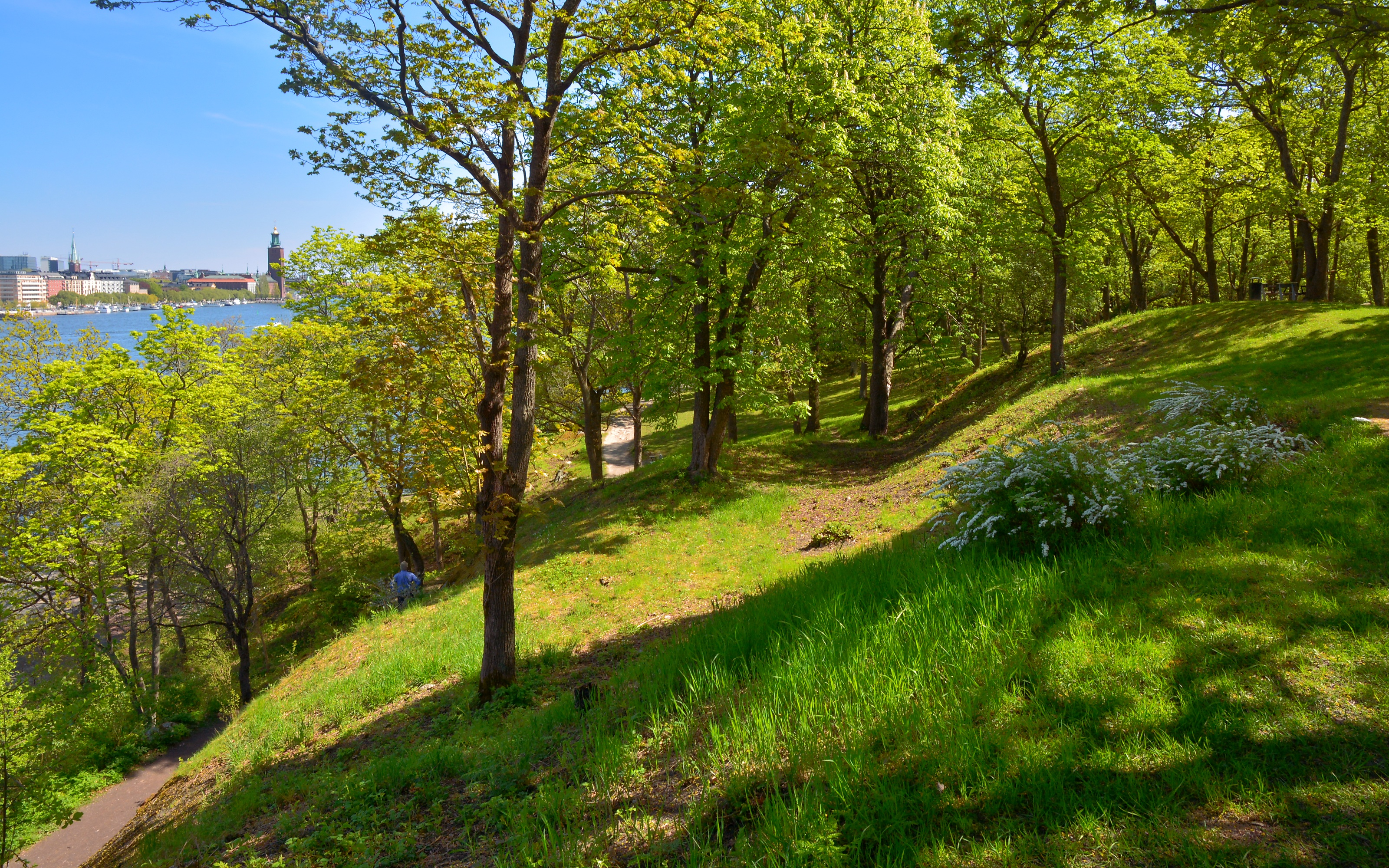
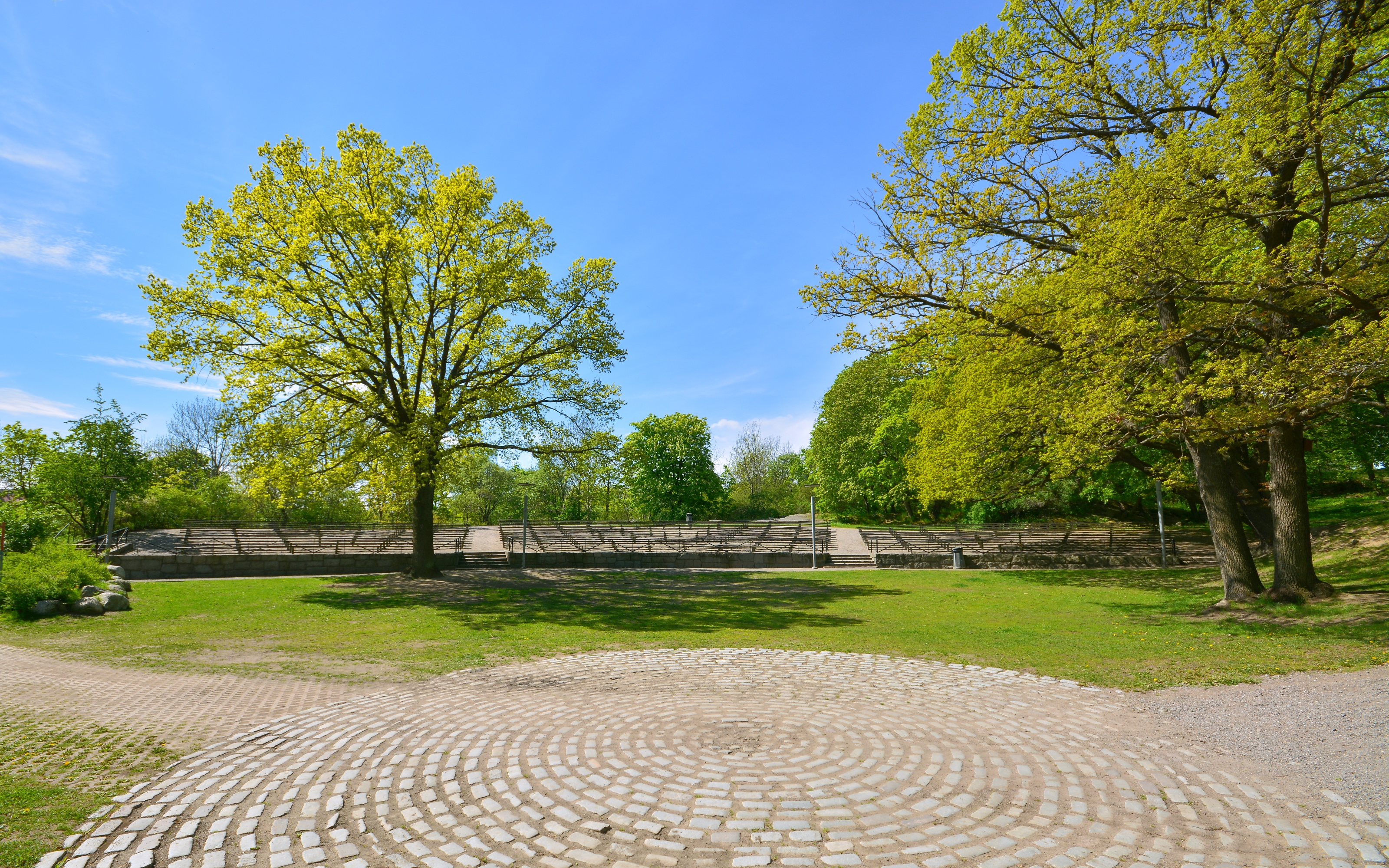
Le théâtre  en plein air.